# Stefanos (Kates)
Stefanos (světským jménem: Athanasios Kates; * 1. října 1969, Curych) je řecký pravoslavný duchovní Konstantinopolského patriarchátu a vikarijní biskup metropolie Leros, Kalymnos a Astypalaia.

## Život
Narodil se 1. října 1969 v Curychu.
Základní vzdělání získal ve městě Trikala. Roku 1985 nastoupil na vojenskou školu po které sloužil dvanáct let ve vojenské službě v hodnosti lajtnanta.
Roku 1998 opustil vojenskou kariéru a 6. ledna 1999 byl metropolitou Lerosu Nektariem (Chatzimichalisem) rukopoložen na diákona. Vystudoval teologickou fakultu Aristotelovy univerzity v Soluni.
Dne 9. prosince 2001 byl rukopoložen na jereje a začal sloužit v katedrálním chrámu na ostrově Kalymnos. Rokun2002 se stal ředitelem sirotčince pro chlapce a roku 2004 byl převeden do katedrálního chrámu na ostrově Leros. Zde vynaložil velké úsilí na obnovu tohoto chrámu. V prosinci 2010 se stal kazatelem metropolie.
V září 2015 byl povýšen na archimandritu.
Dne 28. listopadu 2016 byl Svatým synodem Konstantinopolského patriarchátu zvolen biskupem ze Stratonicei a vikarijním biskupem metropolie Leros, Kalymnos a Astypalaia.
Dne 27. prosince 2016 proběhla v katedrálním chrámu na Lerosu jeho biskupská chirotonie. Světiteli byli metropolita Lerosu Paisios (Aravantinos), metropolita Rhodosu Kyrillos (Kogerakis), metropolita Prokonnésu Iosif (Charkiolakis) a metropolita Adrianopolis Amfilochios (Stergiou).